# Dichrooscytus deleticus
Dichrooscytus deleticus är en insektsart som beskrevs av Knight 1968. Dichrooscytus deleticus ingår i släktet Dichrooscytus och familjen ängsskinnbaggar. Inga underarter finns listade i Catalogue of Life.